# قطعنامه ۵۱۴ شورای امنیت
قطعنامه ۵۱۴ شورای امنیت سازمان ملل متحد که در تاریخ ۱۲ ژوئیه۱۹۸۲ (۲۱ تیر ۱۳۶۱) تصویب شد، سندی بین‌المللی دربارهٔ ایران-عراق است. این قطعنامه طی نشست ۲۳۸۳ام با ۱۵ موافق، ۰ مخالف و ۰ ممتنع تصویب شد. قطعنامه بعدی قطعنامه ۵۲۲ بود که در ۴ اکتبر ۱۹۸۲ تصویب شد.

## تصویب قطعنامه

### پیشینه
تلاش جامعه بین‌المللی برای بازگشت آرامش و اجرای صلح بین ایران و عراق از آغاز جنگ (شهریور ۱۳۵۹) بی‌نتیجه ماند. صدام که یکی از طرفین اصلی این جنگ بود نیز خواهان صلح بود؛ در آغاز دهه ۱۳۶۰، رهبر وقت جمهوری اسلامی ایران، چهار شرط را برای پذیرش صلح اعلام کرد:
1. آزادسازی قصرشیرین و عقب‌نشینی عراقی‌ها تا مرزهای بین‌المللی.
2. پرداخت غرامت ۱۵۰ میلیارد دلاری.
3. بازگشت شیعیان رانده شده از عراق.
4. برکناری و محاکمه صدام حسین.

کشورهای عربی تضمین کردند که سه شرط اول محقق خواهد شد و هزینه و غرامت جنگ توسط کشورهای عربی به ایران پرداخت می‌شود، به شرطی که ایران از شرط چهارم، صرف‌نظر کند. اما نیروهای ایرانی بر تحقق هر چهار شرط اصرار داشتند. پس از جنگ ایران و عراق، نیروهای عراقی بخش‌های متعددی از خاک ایران را به تصرف خود درآورده بودند. از جمله مهم‌ترین مناطق تحت تسلط آنان، خرمشهر بود. در ۳ خرداد ۱۳۶۱، خرمشهر توسط نیروهای ایرانی آزاد شد و این آزادی، پیروزی بزرگی برای جبهه ایران بود. به عقیده کارشناسان، آزادسازی خرمشهر می‌توانست بهانه و مناسبت خوبی برای پایان جنگ باشد و احتمالاً دبیرکل سازمان ملل نیز از این بابت و در این تاریخ اقدام به مطرح کردن مسئله صلح کرد. در ایران نیز روح‌الله خمینی از علاقه‌مندان پایان جنگ پس از آزادسازی خرمشهر بود اما مقامات مسئول، توانستند او را مجاب کنند که برای رسیدن به نتیجه‌ای مطلوب، باید جنگ ادامه پیدا کند.
فردای آزادسازی، دبیرکل سازمان ملل طی نامه‌هایی از دو طرف خواست تا راه‌کار رسیدن به توافقی برای صلح را پیگیری کنند. برای این منظور شورای امنیت راه‌های برقراری صلح را بررسی کرد.

### جلسه تصویب
جلسه شورای امنیت، به درخواست آمریکا و اردن برگزار شد. قطعنامه ۵۱۴ شورای امنیت سازمان ملل متحد در تاریخ ۱۲ ژوئیه۱۹۸۲ (۲۱ تیر ۱۳۶۱) طی نشست ۲۳۸۳ام با ۱۵ موافق، ۰ مخالف و ۰ ممتنع تصویب شد. زمان تصویب این قطعنامه، برابر بود با ۵۰ روز پس از آزادسازی خرمشهر توسط نیروهای ایرانی از اشغال نیروهای عراقی.

## متن قطعنامه
در متن قطعنامه شورای امنیت سازمان ملل، چند موضوع خواسته شده بود:
1. شورا، خواهان آتش‌بس و خاتمهٔ فوری کلیهٔ عملیات‌های نظامی می‌باشد؛
2. به علاوه خواهان عقب‌نشینی نیروها به مرزهای شناخته‌شدهٔ بین‌المللی می‌باشد؛
3. تصمیم می‌گیرد گروهی از ناظران سازمان ملل را برای تأیید، تحکیم و نظارت بر آتش‌بس و عقب‌نشینی [نیروها] اعزام دارد و از دبیرکل درخواست می‌کند گزارشی دربارهٔ ترتیبات لازم برای [اجرای] این مقصود را به شورای امنیت تسلیم نماید؛
4. مصراً می‌خواهد که کوشش‌های میانجیگری به گونه‌ای هماهنگ از طریق دبیرکل جهت دستیابی به یک راه حل جامع، عادلانه، شرافتمندانه که قابل قبول از هر دو طرف باشد در مورد کلیه مسائل مهم بر اساس اصول منشور ملل متحد از جمله احترام به حاکمیت، استقلال، تمامیت ارضی و عدم مداخله در امور داخلی کشورها ادامه یابد؛
5. از کلیه کشورهای دیگر درخواست می‌کند از هر گونه اقدامی که ممکن است به ادامه منازعه کمک نماید خودداری کنند و اجرای قطعنامه حاضر را تسهیل نمایند؛
6. از دبیرکل درخواست می‌کند که اجرای قطعنامه حاضر را ظرف سه ماه به شورا گزارش دهد.

## واکنش‌ها

### ایران
ایران، این قطعنامه را رد کرد و کمی بعد، اقدام به ورود به خاک عراق نمود. همچنین مقامات ایرانی، شورای امنیت را تحریم کردند و دیگر در جلسات آن شرکت نکردند. مقامات ایرانی تأکید کردند که تا تغییر سیاست‌های شورای امنیت، این تحریم باقی خواهد ماند. سه روز بعد، سفیر دائم ایران در سازمان ملل، این قطعنامه را از نظر ایران بی‌اعتبار دانست و شورا را متهم کرد که از طرف عراقی، جانبداری می‌کند و این قطعنامه را در تضاد با روح حاکم بر سازمان ملل دانست. وزارت خارجه جمهوری اسلامی ایران در پیامی، این قطعنامه را به منزله حمایت شورای امنیت از پیشروی عراق در خاک ایران دانست و شورا را متهم کرد که با همکاری هماهنگ و سازمان‌یافته، از حقوق طبیعی ایران در دفاع از خود، بازمی‌دارد و به حفظ حکومت صدام از سقوط، کمک می‌کند. یکی از دلایل استراتژیک ایرانی‌ها برای نپذیرفتن این آتش‌بس، مسئله قراداد الجزایر بود. به عقیده مقامات ایرانی، هیچ تضمینی وجود نداشت که نیروهای عراقی، به مرزهای بین‌المللی در قرارداد الجزایر بازگردند و احتمال می‌رفت که صدام با توجه به خروج یکطرفه از این قرارداد، هرجایی را به عنوان مرز خود تلقی کرده و در آنجا مستقر شود. همچنین مقامات ایرانی معتقد بودند که برای اجبار عراق به پرداخت غرامت، باید تا نزدیکی اروندرود در اختیار نیروهای ایرانی باشد. برخی از فرماندهان جنگی بر این باور بودند که پذیرش قطعنامه ۵۱۴ به منزله از دست دادن پالایشگاه آبادان، بندر خرمشهر و پایانه‌های نفتی اروند بود.
رسانه‌های ایرانی، دلیل صدور این قطعنامه را، پیروزی‌های پیاپی جبهه ایران و بازپس‌گیری مناطق مهم خود می‌دانند. از دیگر انتقادهای ایرانی‌ها به این قطعنامه، استفاده از واژه وضعیت بین ایران و عراق به جای جنگ یا تجاوز بود. همچنین لحن توصیه‌ای بودن این قطعنامه مورد توجه قرار گرفت. رسانه‌های ایرانی معتقدند که در دورانی که عراق در حال پیشروی در خاک ایران بود، شورای امنیت در سکوت به سر می‌برد و در زمانی که جبهه ایران، دست به موفقت در نبرد شد، شورا به موضوع ورود پیدا کرد و این برخلاف اصل بی‌طرفی این شوراست. سکوت ۲۱ ماهه شورا دیگر انتقاد نیروهای ایرانی به این قطعنامه بود. همچنین در این قطعنامه اشاره‌ای به متجاوز نشده بود و سخنی از تنبیه متجاوز نبود و از این بابت نیز قطعنامه به شدت مورد نقد مقامات ایرانی قرار گرفت.
تعدادی از کارشناسان و رسانه‌های ایرانی معتقدند که اگر ایران، این قطعنامه را می٬پذیرفت و برای رفع نگرانی‌هایش از اجرای صحیح آن، با صدام وارد مذاکره می‌شد و به پیشنهاد خمینی، از مرزهای رسمی ایران تجاوز نمی‌کرد و به عراق وارد نمی‌شد، جنگ در همان سال به پایان می‌رسید و احتمالاً قرارداد الجزایر، احیا می‌شد. با این همه، مسائل ایدئولوژیکی چون لزوم سقط صدام و فتح عراق باعث شد تا عبور از مرزهای ایران و ورود نیروهای ایرانی به عراق، صورت بگیرد.

### عراق
عراقی‌ها این قطعنامه را سریعاً پذیرفتند. با این وجود، ارتش عراق همچنان در بخش‌هایی از خاک ایران مستقر ماند و از آن عقب‌نشینی نکرد. مقامات عراقی، ایران را تهدید کردند که اگر این قطعنامه را نپذیرد، با تمام قوا از مناطق تحت تسلطش، دفاع خواهد کرد. به عقیده رسانه‌های ایرانی، این تهدید کمی بعد با حمله‌های شیمیایی عراق علیه ایران، عملی شد.

### سازمان ملل
رئیس شورای امنیت سازمان ملل طی بیانیه‌ای پس از تصویب این قطعنامه، اعلام نگرانی کرد که این قطعنامه اجرایی نگردد یا مورد پذیرش طرفین قرار نگیرد. ایران نیز این بیانیه را همچون قطعنامه، رد کرد.